# Ragnar Gripe
Ragnar Fredrik Gripe, född 9 september 1883 i Malmö Caroli församling, död 8 december 1942 i Stockholm, var en svensk väg- och vattenbyggnadsingenjör. Han var far till Kai och Harald Gripe.
Gripe, som var son till tullförvaltare Johan Fredrik Mårtensson och Anna Margaretha Möller, utexaminerades från Kungliga Tekniska högskolan 1908. Han anställdes därefter vid Stockholms stads vattenledningsverk, blev baningenjör och chef för banavdelningen vid AB Stockholms Spårvägar 1918 och överingenjör där 1938. Under den sista tiden var han nämnda bolags luftskyddschef.
Gripe tillhörde Kungliga Svenska Segelsällskapet och ingick vid Olympiska sommarspelen 1912 i en besättning på båten K.S.S.S. i 8-meterklassen och kom då på femte plats. Han är gravsatt på Norra begravningsplatsen i Stockholm.